# Sidusa olivacea
Sidusa olivacea là một loài nhện trong họ Salticidae.
Loài này thuộc chi Sidusa. Sidusa olivacea được Frederick Octavius Pickard-Cambridge miêu tả năm 1901.